# Sort/Hvid (teater)
|  | For film- og fotoformatet, se Sort-hvid |
Sort/Hvid er en dansk international institution, der arbejder inden for produktion af scenekunst på nationale og internationale scener. Sort/Hvid producerer blandt andet teater, ballet og opera og arbejder sammen med flere teatre, festivaler og kunstinstitutioner i ind- og udland.
Sort/Hvid blev oprindeligt grundlagt som CaféTeatret. Teatrets lokaler i Skindergade i København nedbrændte natten til den 25. november 2014. Efter planen åbner teatret nye lokaler i 2017.

## Historie
Sort/Hvid blev grundlagt i 1972 som CaféTeatret med en ambition om at skabe en dansk scene for eksperimenterende fransk dramatik. Profilskiftet fandt, da Christian Lollike og Laura Ramberg overtog ledelsen af teatret 1. juli 2011 med en ambition om at skabe samtidsrelevant scenekunst og et teater med et internationalt udsyn.[kilde mangler] Siden da har teatret gennemgået en større kunstnerisk forandring og markeret sig markant i både ind- og udland, blandt andet med forestillingerne Living Dead (2016), Martyrmuseum (2016), Leaves (2015), I Føling - En krigsballet (2014), Transformatoren (2014), All My Dreams Come True (2013), Skakten (2013) og Manifest 2083 (2012).
I april 2014 blev den nye profil manifesteret med navneskiftet til Sort/Hvid og en ny identitet. I november måned 2014 nedbrændte dele af teatrets bygning.
I begyndelsen af 2016 offentliggjorde Sort/Hvid et nyt kunstnerisk samarbejde med Aarhus Teater. Samarbejdet er planlagt til at vare tre år og vil blandt andet indebære, at de to teatre producerer en forestilling sammen per sæson. Første forestilling i samarbejdet var Living Dead, som havde premiere på Aarhus Teater i september 2016.

## Finansiering
Organisatorisk er Sort/Hvid at betragte som et lille storbyteater og dermed del af en ordning, hvor Kulturministeriet og kommuner i Danmark sammen yder et samlet årligt bidrag til den daglige drift af en række teatre.
Teatret har herudover en indtjening på billetsalg til forestillinger og andre kunstneriske projekter. Fra private og offentlige fonde modtager teatret projektstøtte til specifikke kunstneriske projekter.

## Nyt teater
I løbet af foråret 2017 åbner Sort/Hvid deres nye teaterhus. Teatret bliver opført i en tidligere slagteribygning i Kødbyen. Flere detaljer fra det gamle slagteri bliver bevaret i det nye teater. I foråret 2016 kørte Sort/Hvid en crowdfunding-kampagne, som skulle være med til at finansiere det nye teater. Det lykkedes Sort/Hvid at indsamle 258.439 kroner fra mere end 300 støttepersoner.

## Forestillinger og projekter
Listen medtager kun projekter fra tiden efter navneskiftet i 2014, ligesom meget korte projekter såsom gæstespil fra andre teatre ikke indgår i listen.
- Dukkepartiet, Sort/Hvid og Teater Nordkraft 2014
- I Føling, Corpus / Den Kongelige Ballet og Sort/Hvid 2014
- Brun Mands Byrde, Aarhus Teater og Sort/Hvid 2014
- NOMA, Sort/Hvid 2015
- Ni Hao Nuuk, Global Stories og Sort/Hvid 2015
- The Provocateur, Festspillene i Bergen, Dramaten&, Aarhus Festuge, Staatsschauspiel Dresden og Sort/Hvid 2015
- Leaves, Copenhagen Opera Festival og Sort/Hvid 2015
- Home Visit Europe, Rimini Apparat, Mungo Park, Teater Nordkraft, Archa Theatre, Bit Teatergarasjen/Bergen International Festival, Frascati Teater, Hau Hebbel Am Ufer, Kaaitheater, Lift, Malta Festival, Théâtre Garonne, Teatro Maria Matos og Sort/Hvid 2015
- Jeg hører stemmer, Det Kongelige Teater og Sort/Hvid 2015
- Uropa, Corpus / Den Kongelige Ballet og Sort/Hvid 2016
- Opvisning i lavt selvværd, Cheer Extreme og Sort/Hvid 2016
- Martyrmuseum, The Other Eye of the Tiger, Den danske scenekunstskole og Sort/Hvid 2016
- Living Dead, Aarhus Teater og Sort/Hvid 2016